# 少刺鋸褐蝦
少刺鋸褐蝦（学名：Prionocrangon parvispina）为褐蝦科鋸褐蝦屬下的一个种。